# Bouqras
Bouqras est un grand tell néolithique préhistorique de forme ovale d'environ 5 hectares et situé à environ 35 kilomètres de Deir ez-Zor en Syrie.

## Les fouilles
Le tell est découvert en  1960 par le géomorphologue néerlandais Willem van Liere qui en entame les fouilles entre 1960 et 1965 avec l'archéologue français Henri de Contenson. D'autres fouilles sont menées entre 1979 et 1978 par les archéologues néerlandais Peter Akkermans, Maurits van Loon, JJ Roodenberg et Harm Tjalling Waterbolk.

## Le contexte du site
Bouqras semble s'être développé dans un isolement considérable ; peu de sites sont découverts dans ses environs. Le site est localisé sur une haute terrasse entre la vallée bien arrosée du bas-Euphrate et la limite de l’aride désert de Syrie. Il semble être un premier village installé là après un considérable vide de plusieurs milliers d'années après le Natoufien. Ses fouilles effectuées sur environ 4,5 mètres de profondeur montrent des preuves d'occupation réparties sur 11 périodes étalées sur au moins 1 000 ans entre 7400 et 6200 av. J.-C.. Les premiers niveaux, de 11 à 8, attestent d'une occupation acéramique néolithique (PPNB) qui se développe sur des sociétés productrices de poterie aux niveaux 7 à 1 où plus de 7 000 tessons ont été récupérés.

## Constructions
La disposition des maisons est ordonnée et planifiée. Celles-ci sont construites, depuis les niveaux inférieurs jusqu'aux niveaux supérieurs, en briques de terre crue et généralement rectangulaires. Leur sol est enduit de chaux. Aux niveaux supérieurs un agencement uniforme tripartite de trois ou quatre pièces dont une grande (probablement une cour) est observée pour chacune d'elles. Toutes les pièces sont reliées par des portes basses à la plus grande. Cette disposition rectangulaire plus complexe préfigure le développement architectural futur de la plaine mésopotamienne,.
La visible planification minutieuse des espaces excluant largement toutes préférences individuelles, induite par la taille et la disposition uniformes des maisons de Bouqras semble impliquer l'existence d'un accord collectif sur des principes d'occupation des lieux ou sur de fortes conventions sociales basées sur des identités ou des expériences communes. Cela permet l'existence d'une autorité centrale pour le moins régulatrice des conflits, même si sa nature est encore non identifiée (chefs, anciens ou personnes de haut rang).
D'autre part, de nombreux silos sont construits ou creusés et un grand bâtiment monocellulaire, 
probablement un sanctuaire, est situé en surface. À l'avant dernier niveau du site (entre 6300 et 6200 av. J.-C.), Bouqras composée de 180 maisons est probablement habitée par 700 à 1 000 villageois.

## Industrie et artisanat
L'intérieur des bâtiments présente des murs en plâtre blanc avec quelques décorations d'images d'oiseaux (probablement des autruches ou des grues) à l'aide d'ocre rouge. Il y a également une tête humaine modelée sur un contrefort, elle est peinte en rouge et un œil est symbolisé par de l'obsidienne. Les bâtiments où se trouvent ces décorations ont une structure différente des autres et pourraient avoir une fonction différente. 
De grandes quantités d'obsidienne été trouvées suggérant des liens avec l'Anatolie. Un groupe de récipients en calcaire, en albâtre et en gypse, des perles rondes ou cylindriques en os, coquille, pierres vertes, cornaline ou dentaires ont par ailleurs été retrouvés. Des bijoux sont également exhumés : un fragment de bracelet et un pendentif en albâtre. Plusieurs sceaux en pierre, l'un d'eux en albâtre et un en jadéite, avec des motifs rectilignes incisés ainsi que quelques figurines en argile ont été trouvés. 
Ce n'est qu'à partir du troisième niveau (vers 7200 à 7000 av. J.-C.) qu'apparaissent les premiers tessons de poterie de type proto-Hassuna avec des vases fréquemment carénés, unis (lissés ou polis) ou peints de motifs géométriques. Parfois les poteries sont décorées de motifs en relief. Dans cet inventaire, se trouve également un récipient en plâtre blanc. D'autres matériaux variés sont également découverts comme des tessons grossiers et fins faits de paille et de sable mélangés. Certains tessons sont brunis ou peints en rouge ; l'un avec un triangle. Se trouvent également  à tous les niveaux de Bouqras des pièces d'une vaisselle blanche et des récipients de pierre à paroi fine, des bols à pieds et des rhytons en forme de hérisson ou de lièvre.
Les pointes de flèche récupérées comprenaient des pointes de Byblos et des pointes de l'Amuq et d'Umm Dabaghiyah. Les silex  trouvés sur place sont généralement d'un type fin gris foncé ou brun. Les archéologues notent la présence d'une abondante industrie pierres polies telles des haches de toutes tailles et des ciseaux,.

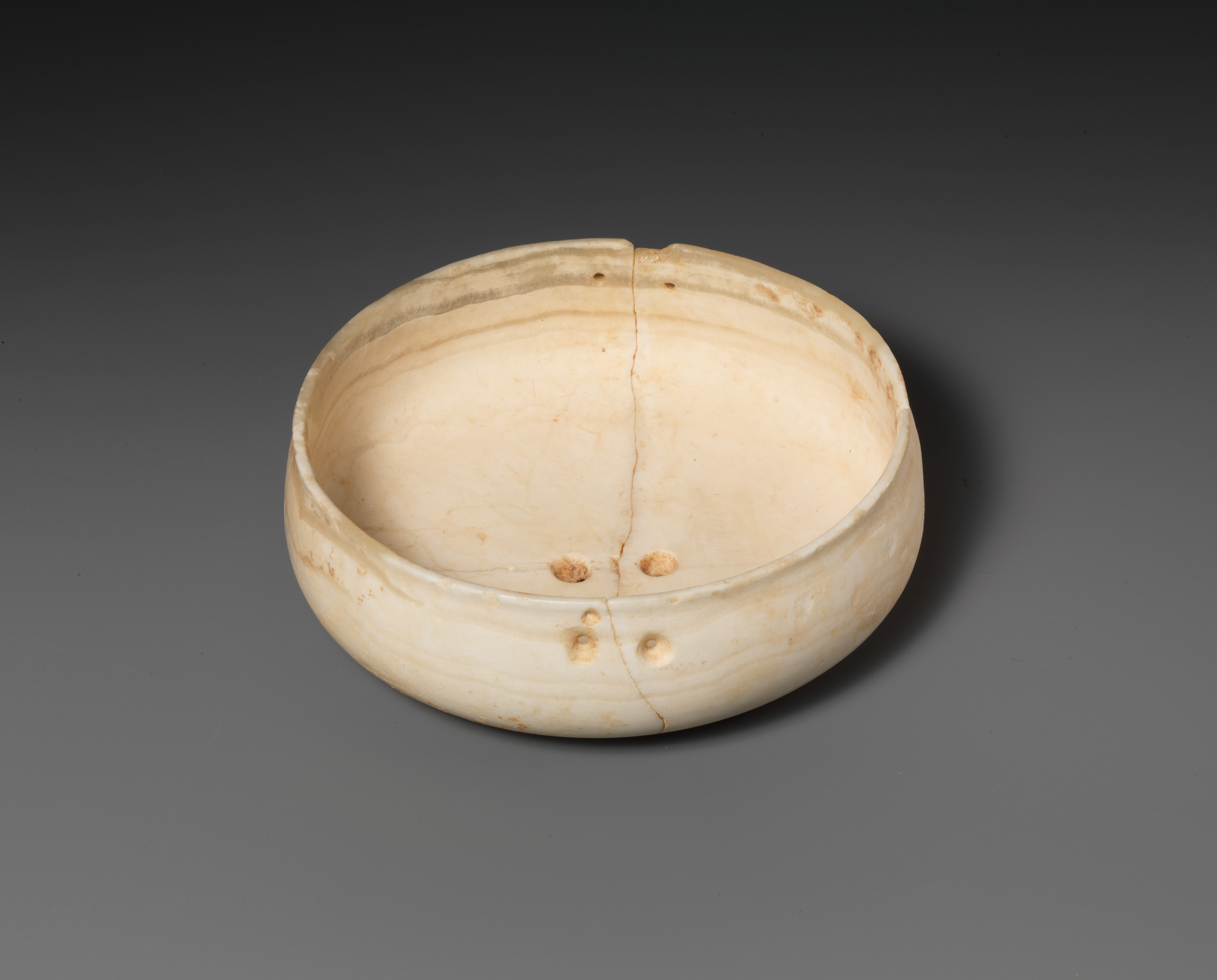
Bol en pierre, Syrie, probablement Bouqras, ca. fin du VIIIe millénaire av. J.-C..
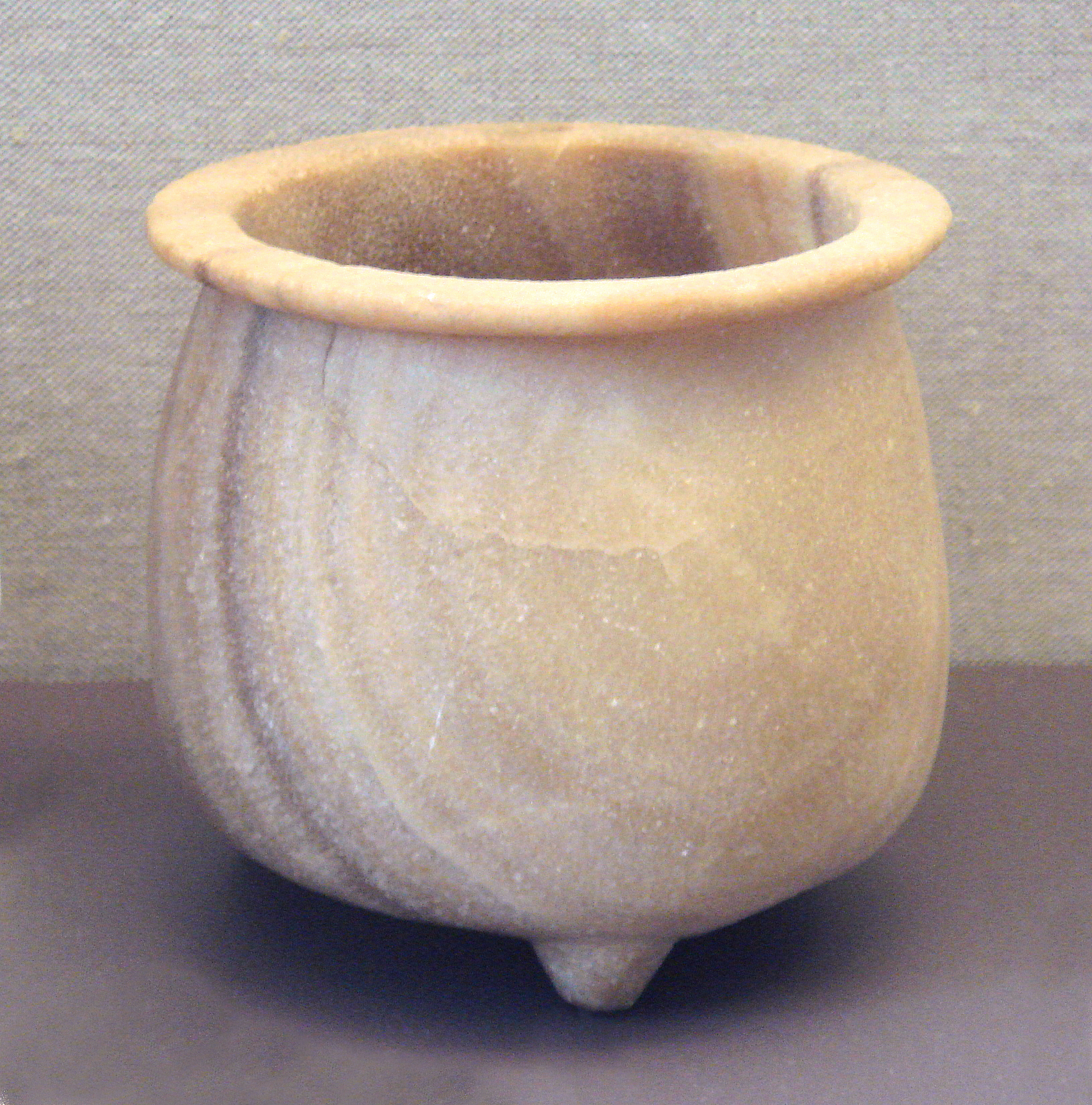
Vase tripode en calcite, milieu de l'Euphrate, probablement de Tell Buqras, 6000 av. J.-C., Musée du Louvre AO 31551
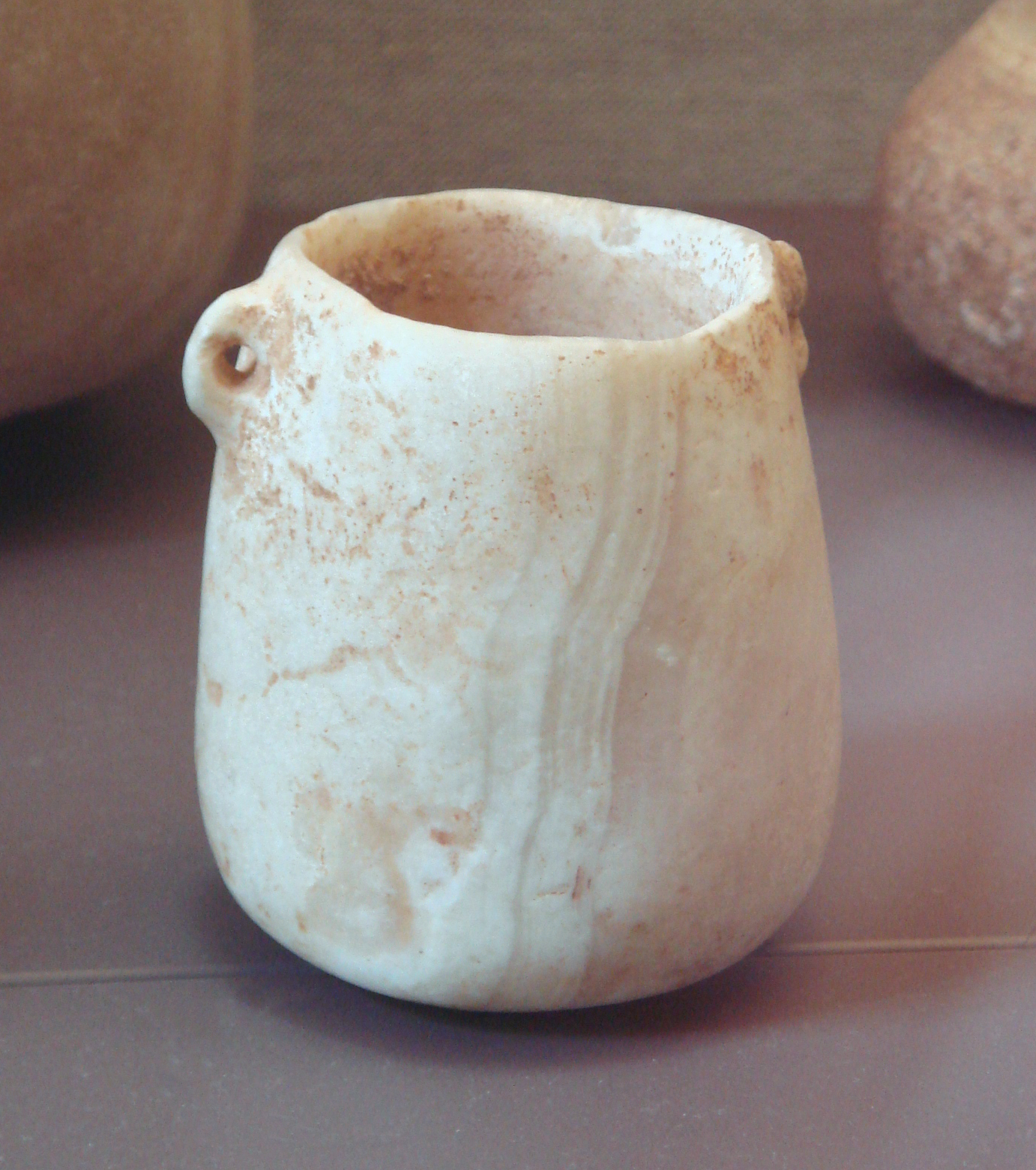
Pot en albâtre avec anses, région de Buqras, 6500 av. J.-C.. Musée du Louvre AO 28519
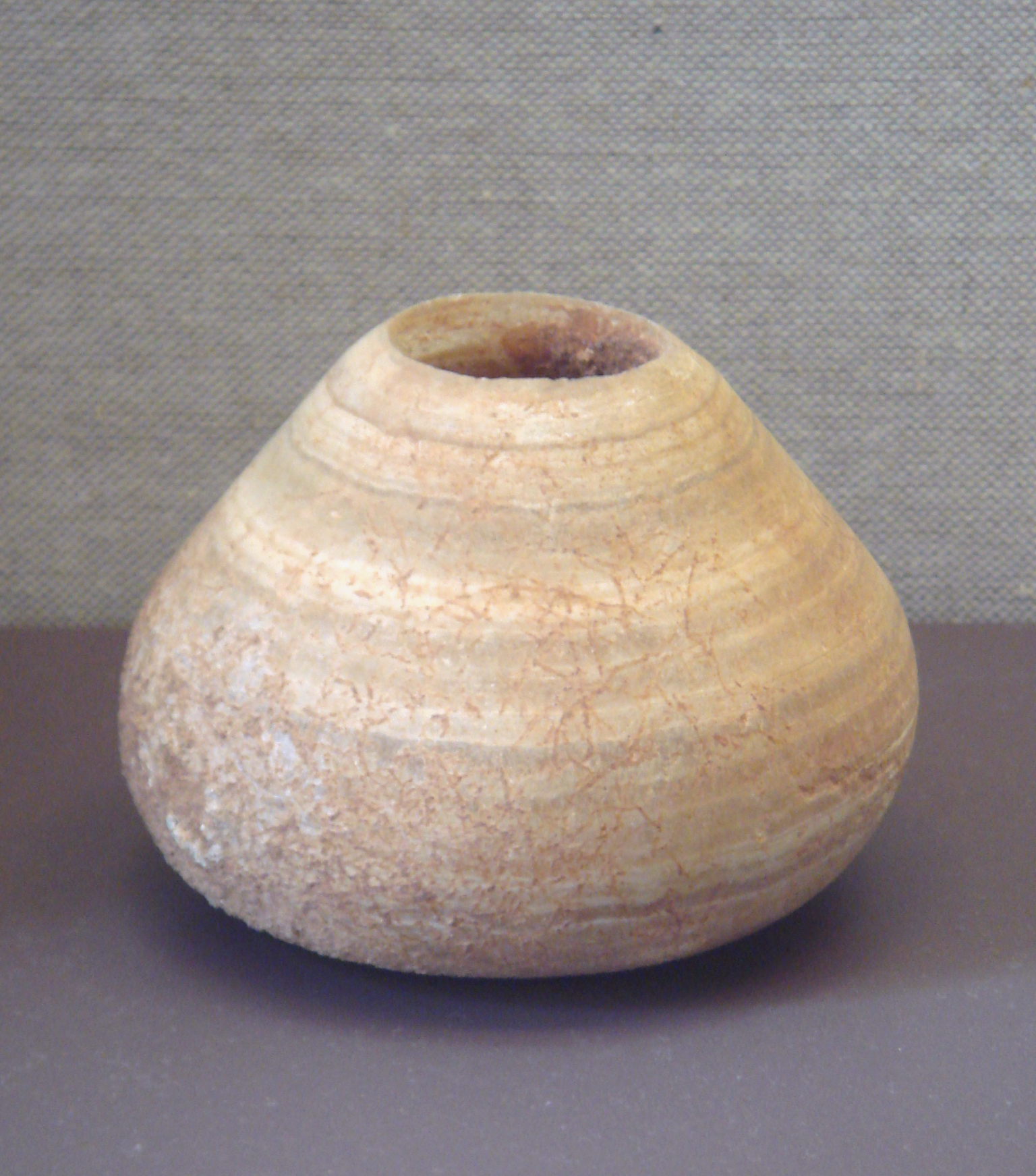
Pot d'albâtre région du milieu de l'Euphrate, 6500 av. J.-C., musée du Louvre.
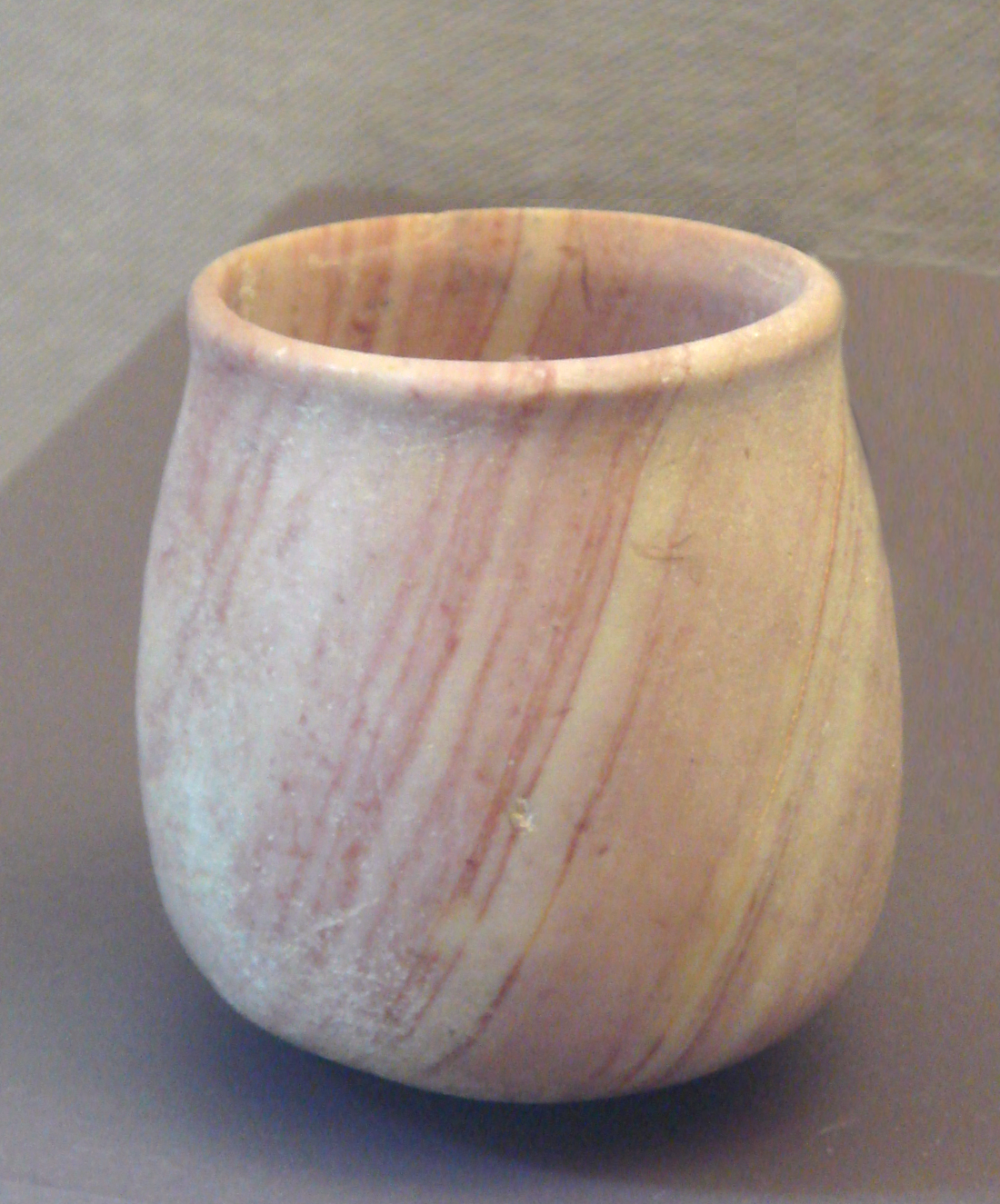
Pot en albâtre, région du Moyen-Euphrate, 6500 av. J.-C.. Musée du Louvre.
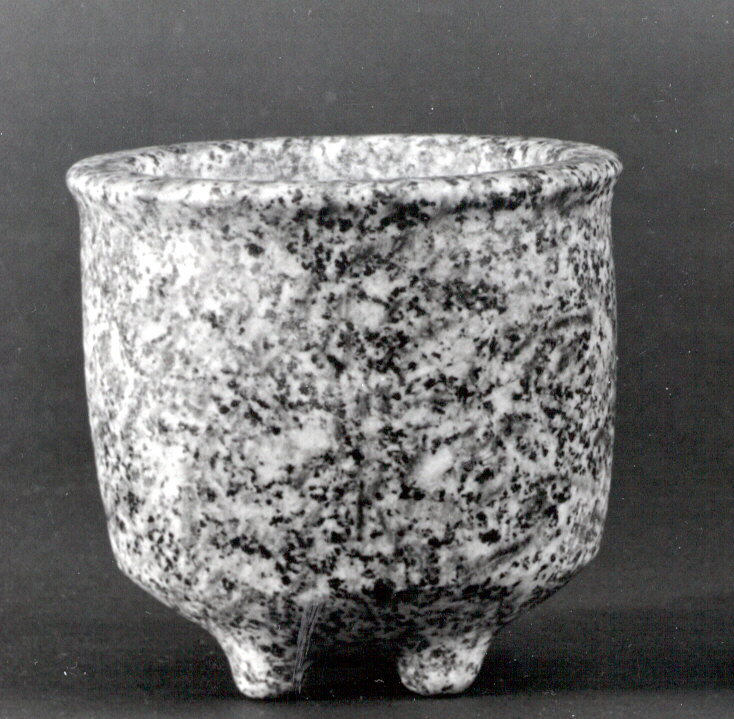
Bol à pieds en granit, Syrie, fin du VIIIe millénaire av. J.-C..
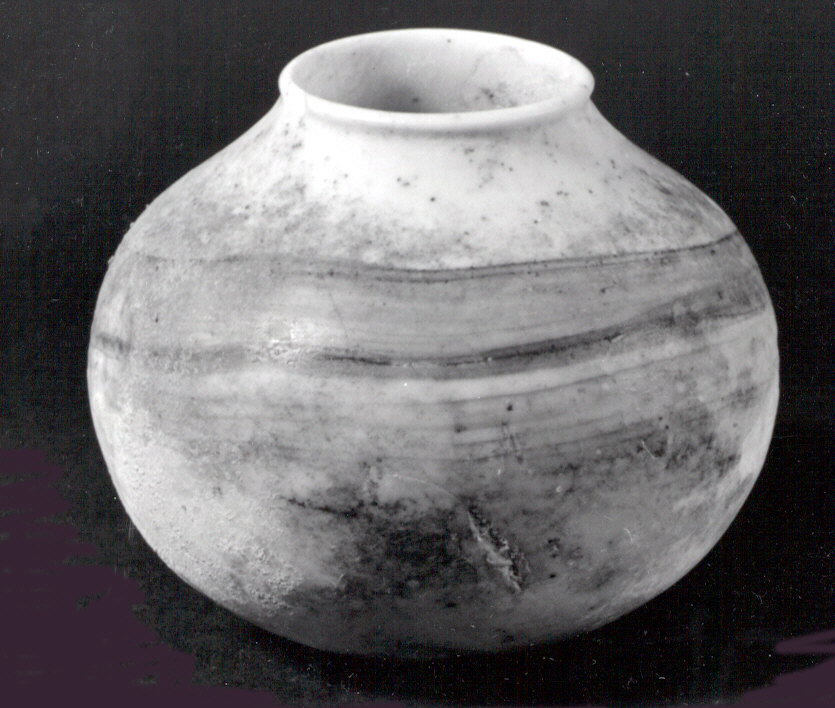
Bocal en albâtre calcite, Syrie, fin du VIIIe millénaire av. J.-C..
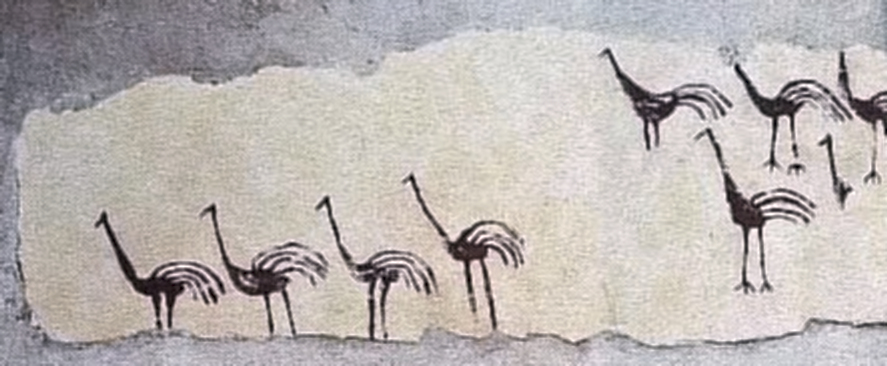
Peinture murale dans une maison néolithique à Tell Bouqras. Musée de Deir ez-Zor (copie).

## Agriculture et domestication animale
Des études paléobotaniques menées par Willem van Zeist sur des restes végétaux carbonisés démontrent que la pratique d'une agriculture sèche (ou pluviale) est pratiquée à Bouqras. Sont cultivés l'amidonnier, l'engrain, du blé battu, de l'orge décortiquée, des pois et des lentilles ,,. Des faucilles, des moulins à bras et des pilons apparaissent dès les premiers niveaux de Bouqras, le nombre augmentant aux stades ultérieurs. De la vaisselle blanche est utilisée comme revêtement de panier pour les rendre imperméables.
Les moutons et les chèvres représentent environ 80% des 5 800 fragments de restes d'animaux identifiables et, parmi d'autres animaux figurent des porcs et des bovins, tous domestiqués. La domestication du bœuf y est très précoce. La chasse est cependant toujours pratiquée : c'est le cas pour le cerf, la gazelle de l'auroch et l'onagre,.
Toutefois, la faible présence de faucilles en regard de celle de fours, de meules et de coffres à grains pourrait indiquer que Bouqras n'est peut-être pas un village d'agriculteurs. Cela pourrait être un endroit où l'on traite les céréales probablement importées du Djébel Sindjar en échange d'autres denrées plus locales. Les habitants de Bouqras semblent principalement être des éleveurs (avec ceux d'Umm Dabaghiyah) producteurs de viande qu'ils échangent avec notamment Tell Abu Hureyra contre des produits végétaux pouvant même les rendre tributaires de cette dernière. Il apparaît qu'un début de hiérarchie inter-villages commence à se dessiner à travers les échanges effectués à travers un réseau de villages dans lequel se trouve Bouqras.